# Nellie Fox
Jacob Nelson Fox, detto Nellie (St. Thomas Township, 25 dicembre 1927 – Baltimora, 1º dicembre 1975), è stato un giocatore di baseball statunitense di ruolo seconda base nella Major League Baseball (MLB). È stato introdotto nella National Baseball Hall of Fame nel 1997.

## Carriera
La carriera di Fox nelle major league iniziò nel 1947 con i Philadelphia Athletics, scendendo però in campo sporadicamente nelle prime due stagioni. Nel 1949, i Philadelphia Athletics stabilirono un record MLB con 217 doppi giochi, un primato che resistette fino al 2012. Fox disputò 88 gare con gli Athletics quell'anno e partecipò a 68 di quei doppi giochi.
Le migliori annate di Fox coincisero col passaggio ai Chicago White Sox in cambio di Joe Tipton il 29 ottobre 1949. Trascorse 14 stagioni con la squadra, venendo convocato per 15 All-Star Game  a partire dal 1951 quando ebbe una media battuta di .313. I White Sox finirono ogni anno al terzo posto tra il 1952 e il 1956, e al secondo nel 1957 e 1958. La miglior stagione di Fox fu nel 1959, quando fu premiato come MVP dell'American League e  i White Sox vinsero il primo pennant dell'American League in quarant'anni. Quell'anno batté con .306 ed ebbe una percentuale di arrivo in base di .380, oltre a guidare la AL in singoli. Le ultime due annate della carriera, Fox le disputò nel 1964 e 1965 con gli Houston Astros.

## Palmarès
- MVP dell'American League: 1

1959
- MLB All-Star: 15

1951–1961², 1963
- Guanti d'oro: 3

1957, 1959, 1960
- Numero 2 ritirato dai Chicago White Sox